# Añamaza
Añamaza est une rivière d'Espagne, affluente de l'Alhama, donc sous-affluente de l'Èbre.

## Étymologie
Son nom, Añamaza, signifierait forêts d'eaux, considérant la racine préromaine aña (ainsi que ana signifiant rivière) comme veine d'eau.

## Géographie
L'Añamaza prend sa source dans les ruisseaux de Malmayor et des Pozas, dans les environs de Trévago, territoire de la province de Soria (Espagne) et aboutit à la rivière Alhama, dans le territoire de Fitero, en Navarre. À Soria elle est aussi connue comme Rivière Pommier. À Añavieja, elle se transforme en canal de San Salvador, en passant par Dévanos nomment rio Fuentestrún, et aussi rio Cajo.

## Localités traversées

### À Soria
- Trébago
- Añavieja
- Dévanos

### Dans La Rioja
- Valdegutur
- Cabretón
- Cervera del Río Alhama

### En Navarre
- Baños de Fitero

## Environs et paysages remarquables
- Pantano de Añamaza
- Laguna de Añavieja
- Barrancos de Fuentestrún
- Sierra de Alcarama

## Faune et flore
- Flore : arbres comme le chêne vert, le pin, l'orme, le tremble, l'olivier. Des plantes comme la lavande, la sauge, la camomille sauvage, le thym, le genêt, le romarin, le thé, le genêt épineux, etc.
- Faune : le blaireau, le sanglier, le chevreuil, le lapin, le lièvre, le huppe fasciée, la perdrix, la caille, le loup, etc.

### Sources
- (es) Cet article est partiellement ou en totalité issu de l’article de Wikipédia en espagnol intitulé « Río Añamaza » (voir la liste des auteurs).